# Back to the Fatherland
Back to the Fatherland ist ein Dokumentarfilm von Katharina Rohrer und  Gil Levanon aus dem Jahr 2018. Beide Filmemacherinnen schlossen  während ihrer Zeit am College in New York City Freundschaft. Gil Levanon kommt aus Israel, Katharina Rohrer aus Österreich. Die Geschichte ihrer Familien ist sehr unterschiedlich. Gil Levanon ist Enkelin eines Holocaust-Überlebenden, Katharina Rohrer Enkelin eines Nazi-Offiziers. Der Film spielt in Salzburg, Wien, Berlin und Tel Aviv.    

## Inhalt
Die Regisseurinnen begleiten in ihrem Film insbesondere die beiden jungen Israelis Dan und Guy, deren Vorfahren Überlebende des Holocaust sind. Die beiden verlassen ihre Heimat und gehen nach Deutschland beziehungsweise Österreich, um sich ein neues Leben aufzubauen. Bei ihren Familien stößt diese Entscheidung auf Unverständnis. Im Verlauf des Films dokumentieren die Filmemacherinnen diese Auseinandersetzungen. Einer der Protagonisten, Dan Peled, ist Künstler. Er kam fünf Jahre zuvor nach Berlin. Seine Großmutter Lea stammt aus Wien. Sie floh vor den Nationalsozialisten, als sie 14 Jahre alt war.  Guys Großvater, Uri Ben-Rehav, stammte ebenfalls aus Wien. Er wurde in einer Straßenbahn von der Gestapo verhaftet und als 15-Jähriger aus dem KZ Theresienstadt befreit. Die Protagonisten Dan und Guy machen sich mit ihren Großeltern jeweils auf eine Reise in die Vergangenheit.

## Kritik
Bei Kinozeit.de heißt es über den Film: „Back to the Fatherland steckt voll toller, kluger, intensiver Gespräche, verkommt aber nie zu einer reinen Aneinanderreihung von Talking Heads, weil Levanon und Rohrer ihre Protagonisten nicht über sich, sondern miteinander reden lassen. Tom Marschalls Kamera fängt das beiläufig ein, setzt alles unaufgeregt in Szene, wie der Film überhaupt angesichts des aufgeregten Themas einen wunderbar unaufgeregten Ton anschlägt.“ Das Portal filmdienst.de beurteilt den Film als sehenswert und vergibt 4 von 5 Sternen.